# Badminton-Assoziation der Volksrepublik China
Die Badminton-Assoziation der Volksrepublik China ist die oberste nationale administrative Organisation in der Sportart Badminton in der Volksrepublik China. Der Verband wurde 1958 gegründet.

## Geschichte
Der Verband wurde zwar bereits am 11. September 1958 gegründet, hielt sich aber zwei Jahrzehnte in der selbst erwählten Isolation versteckt. Erst bei den Asienspielen 1974 trafen die chinesischen Spitzenspieler erstmals auf den Rest der asiatischen Elite. 1978 wurde unter Chinas Initiative ein eigener Badminton-Weltverband WBF gegründet, da man mit dem anderen Weltverband IBF insbesondere um die Wertung Taiwans und um die Stimmrechte stritt. Nach Beilegung der Streitigkeiten wurde der chinesische Verband 1981 Mitglied der Badminton World Federation, damals als International Badminton Federation bekannt, als sich IBF und WBF vereinigten. Seitdem war der Aufstieg des chinesischen Badmintons nahezu unaufhaltsam und China ist seit Mitte der 1980er Jahre unangefochtene Weltmacht Nummer eins in dieser Sportart.

## Bedeutende Veranstaltungen, Turniere und Ligen
- China Open
- China Masters
- Chinesische Meisterschaft
- Nationale Spiele
- Superliga 2011
- Superliga 2012

## Persönlichkeiten
- Li Mao
- Cai Zhenhua